# Pyriżkiwśkyj
Pyriżkiwśkyj (ukr. Пиріжківський) – przystanek kolejowy w polach, w rejonie korosteńskim, w obwodzie żytomierskim, na Ukrainie. Położony jest na linii Kijów – Korosteń – Kowel, w oddaleniu od osad ludzkich. Najbliższą miejscowością są Pyriżky.